# Leprechaun (filme)
Leprechaun (bra: O Duende) é um filme de terror produzido nos Estados Unidos em 1993, escrito e dirigido por Mark Jones.
É o primeiro dos seis filmes da franquia Leprechaun, assim como a primeira versão teatral de 1993. Os filmes da franquia são “O Retorno do Duende”, “O Duende Assassino”, “O Duende 4: No Espaço”, “Leprechaun: In the Hood” e “Leprechaun: Back 2 Tha Hood”.
Warwick Davis o anão mais famoso de Hollywood, na pele do duende sádico, estrelou apenas as duas primeiras sequências, que foram lançadas com um ano de diferença (1994 e 1995). O clássico do terror também foi um dos primeiros trabalhos de Jennifer Aniston (da série “Friends”) no cinema.

## Sinopse
Leprechaun é um duende perverso que não segue regras e assassina todos que tentam se aproximar do seu ouro, mas um velho consegue roubar o precioso tesouro dele e o aprisiona em um caixote em sua casa. Quando está prestes a matar o leprechaun, o velho sofre um derrame e é internado. Os amigos de uma garota (Anniston) que se muda para a casa 10 anos depois, descobrem o ouro do duende e, sem querer, o libertam. Com a sede de vingança acumulada por anos, o duende sai semeando o caos pela cidade.

## Elenco
- Warwick Davis como Leprechaun
- Jennifer Aniston como Tory Redding
- Ken Olandt como Nathan Murphy
- Mark Holton como Ozzie Jones
- Robert Gorman como Alex Murphy
- David Permenter como Deputy Tripet
- William Newman como Sheriff Cronin
- Shay Duffi como Dan O'Grady
- John Sanderford como J. D. Redding

## Lançamento
Inaugurado em 620 cinemas, faturou US$ 2 493 020 na semana de abertura, até atingir US$ 8 556 940 no mercado norte-americano. Superou, assim, o orçamento de US$ 900 mil, apesar das críticas negativas que recebeu. Atualmente, possui um índice de aprovação de 27% agregador Rotten Tomatoes, com base em comentários de onze críticos.

## Refilmagem
Foi revelado em 15 de março de 2012 que a Lionsgate e a WWE Studios (que trabalharam juntos em See No Evil e The Condemned) estão se unindo para reiniciar a franquia do filme. Duas semanas depois, a WWE divulgou um novo vídeo mostrando Dylan Postl (que trabalha sob o nome de Hornswoggle) estrelando no papel como Lubdan. Ele anunciou via Twitter que iria sair em março de 2013. No entanto, a partir de abril de 2013 nada mais foi ouvido sobre o filme.